# Comme un chef (film)
Pour les articles homonymes, voir Comme un chef.
Pour plus de détails, voir Fiche technique et Distribution.
Comme un chef est un film français réalisé par Daniel Cohen et sorti en 2012.

## Synopsis
Jacky Bonnot, 32 ans, amateur de grande cuisine, au talent certain, rêve de succès et de grand restaurant. La situation financière de son couple le contraint d'accepter des petits boulots de cuistot qu'il n'arrive pas à conserver. Jusqu'au jour où il croise le chemin d'Alexandre Lagarde, grand chef étoilé dont la situation confortable est mise en danger par le groupe financier propriétaire de ses restaurants.

## Fiche technique
- Titre : Comme un chef
- Réalisation et scénario Daniel Cohen
- Musique : Nicola Piovani
- Photographie : Robert Fraisse
- Montage : Géraldine Rétif
- Son : Lucien Balibar
- Sociétés de production : Gaumont, TF1 Films Production
- Production : Sidonie Dumas
- Distribution : Gaumont
- Pays de production :  France
- Budget : 10 020 000 euros[1]
- Genre : comédie
- Format : 2,39 : 1
- Durée : 85 minutes
- Date de sortie : France - 7 mars 2012

## Distribution
- Michaël Youn : Jacky Bonnot, jeune cuisinier plein de talent culinaire
- Jean Reno : Alexandre Lagarde, grand chef étoilé du Cargo-Lagarde
- Raphaëlle Agogué : Béatrice, fiancée de Jacky, attend un enfant de lui
- Julien Boisselier : Stanislas Matter, actionnaire majoritaire véreux du Cargo-Lagarde
- Salomé Stévenin : Amandine Lagarde, fille d'Alexandre, prépare une thèse sur les auteurs russes
- Serge Larivière : Titi, cuisinier à la maison de retraite, ancien carreleur
- Issa Doumbia : Moussa, cuisinier à la maison de retraite, ancien camionneur
- Bun Hay Mean : Chang, cuisinier à la maison de retraite, ancien maquilleur au Crazy Horse
- Pierre Vernier : Paul Matter, père de Stanislas, vit en maison de retraite
- Santiago Segura : Juan, spécialiste douteux de la cuisine moléculaire
- Geneviève Casile : la mère de Béatrice
- André Penvern : le père de Béatrice
- James Gerard : Cyril Boss, chef britannique spécialisé dans la cuisine moléculaire
- Laurent Claret : le critique
- Christophe Paou : le sommelier
- Rebecca Miquel : Carole, séduisante patronne d'un restaurant de Nevers
- Henri Payet : Thibault
- Jeanne Ferron : Jeannine

## Musique
Sauf indication contraire ou complémentaire, les informations mentionnées dans cette section proviennent du générique de fin de l'œuvre audiovisuelle présentée ici.
- Onward Home par Morita Makoto et Katsumi Sato.
- She stood me up par Stan Noubard Pacha et François Fournet de 2010.

### Bande originale
Musiques non mentionnées dans le générique
Par Nicola Piovani :
- Comme un chef, durée : 2 min.
- Crêpes flambées andante, durée : 2 min 13 s.
- Petite valse en bouillabaisse, durée : 2 min 49 s.
- Grande tension en gelée, durée : 3 min 48 s.
- Fameux lento escargots, durée : 2 min 48 s.
- Les recettes du Marché d'Alexandre, durée : 1 min 3 s.
- Gastronomie moléculaire, durée : 1 min 11 s.
- Flamenco en soupe, durée : 2 min 18 s.
- Suspense de Bourgogne, durée : 2 min 10 s.
- Valse tarte Tatin, durée : 1 min 46 s.
- Largo fondant, durée : 2 min 5 s.
- La recette de l'amour, durée : 1 min 42 s.

## Accueil

### Accueil critique
Sur l'agrégateur américain Rotten Tomatoes, le film récolte 47 % d'opinions favorables pour 36 critiques. Sur Metacritic, il obtient une note moyenne de 43⁄100 pour 13 critiques.
En France, le site Allociné propose une note moyenne de 2⁄5 à partir de l'interprétation de critiques provenant de 6 titres de presse.

### Sortie
Le film est sorti en salles dans une cinquantaine de pays

## Distinctions
Le film a été sélectionné  plusieurs festivals internationaux à travers le monde :
- Festival international du film de comédie de l'Alpe d'Huez 2012
- Festival international du film de Berlin 2012 dans la section Culinary Cinema
- Festival international du film de Seattle 2012
- Le cinema français aujourd'hui au Kazakhstan 2012
- Festival de Cine Frances de Malaga 2012 (Prix du public)
- Festival international du film de San Sebastien 2012
- Festival du film international du Vietnam 2012
- Festival du film français en République Tchèque 2012
- Festival du film francophone de Vienne 2012
- Festival international du film de Santa Barbara 2014
- Festival international du film de Miami 2014
- Festival international du film de Palm Springs 2014
- Minneapolis–Saint Paul International Film Festival 2014
- Sedona Film Festival 2014
- DC Independent Film Festival 2014
- RiverRun International Film Festival 2014
- Florida Film Festival 2014 (où il a reçu le prix Audience Award for Best International Feature)
- Green Mountain Film Festival 2014
- Montclair Film Festival 2014
- Gérard du cinéma 2012 : Gérard du désespoir masculin pour Jean Reno.

### Nominations
- Festival international du film de Palm Springs 2014 : sélection « World Cinema Now »
- Gérard du cinéma 2012 : Gérard du film et Gérard de "l'acteur culte qui tournait dans des bons films et puis un jour visiblement ça l'a fait chier" pour Jean Reno.